# Gara Medgidia
Gara Medgidia este o gară care deservește municipiul Medgidia, județul Constanța, România.
Format:Lista stațiilor de pe Magistrala CFR 804